# Snoopy, gyere haza!
A Snoopy, gyere haza! (eredeti cím: Snoopy, Come Home!) 1972-ben bemutatott amerikai rajzfilm, amely a Peanuts-sorozat második filmje. Az animációs játékfilm rendezője Bill Melendez, producerei Lee Mendelson és Bill Melendez. A forgatókönyvet Charles M. Schulz írta, a zenéjét Richard M. Sherman és Robert B. Sherman szerezte. A mozifilm a Cinema Center Films, a Lee Mendelson Films és a United Feature Syndicate gyártásában készült, a National General Pictures forgalmazásában jelent meg. Műfaja drámai filmvígjáték.
Amerikában 1972. augusztus 9-én mutatták be a mozikban, Magyarországon 1988. december 4-én az MTV1-es csatornán vetítették le a televízióban.

## Cselekmény
A főszereplő Snoopy, aki egy hűséges kutya. Egykor elvált a régi gazdájától, Lilától és új gazdát kapott, akinek neve Charlie Brown, és ő egy okos gyerek. Snoopy barátja Woodstock, a kis sárga kanári madár. Az ő társaságában sok új gyerekkel barátkozott meg. Charlie és Linus éppen a tengerparton játszanak, miközben Snoopy és Peppermint vígan szörföznek a strandon. Este Charlie vacsorával várja haza Snoopyt.
Másnap Snoopy és Peppermint ismét a strandon játszik, de egy másik részén, ahol pénzbe kerül a belépő, és későn derül ki, hogy kutyát tilos a strandra bevinni, ezért Snoopyt kiküldik a strandról. Snoopy és Woodstock mérgükben levelet írnak a szolgáltatóknak, amelyben tiltakoznak ez ellen.
Másnap Snoopy, Charlie és Sally éppen a könyvtárban járnak. Amíg Charlie és Sally olvasnak, addig Snoopy is olvas egy könyvet a nyuszikról, amelyen hangosan elneveti magát. Mivel a könyvtárban nem szabad hangoskodni és kiderül, hogy kutyát sem lett volna szabad bevinni, a pénztáros kiteszi Snoopy szűrét. Snoopy mérgesen sétál az udvaron. Ott van Linus is, és el akarja venni a kendőjét. De Linus nem adja oda és elzavarja onnan. Snoopy tovább sétál és meglátja, hogy Lucy bokszol. Kiáll vele párbajozni és legyőzi, erre Lucy mérges lesz és elküldi.
Egy napon Lila betegen fekszik a kórházban és unatkozik. Levelet ír Snoopynak, hogy menjen el meglátogatni. Charlie elolvassa a levelet és továbbítja Snoopynak. Snoopy és Woodstock gyorsan útra kelnek, és Charlie hiányolja őket, akárcsak a barátai. Snoopy és Woodstock buszra akarnak szállni, de mivel nincs jegyük, a sofőr leteszi őket, és így gyalog folytatják útjukat, ráadásul közben megered az eső.
Otthon látják a gyerekek, hogy most egy darabig nem jönnek haza. Snoopy és Woodstock egy erdőbe ér, ahol megfürdenek egy folyóban. Woodstock készít egy csónakot, hogy azzal menjenek tovább, de Snoopy súlyát nem bírja el, ezért ismét gyalog mennek tovább. Aztán egy játszótérhez érnek, ahol egy kislány, Clara fogadja őket, aki be akarja fogni őket háziállatnak. Snoopyt megköti, Woodstockot pedig elkapja merítőhálóval, majd kalitkába zárja. A kislány Rexnek nevezi el Snoopyt, akinek ez a név nem tetszik. Megfürdeti és felöltözteti Snoopyt, aztán teázik vele. Snoopy lemaszatolja ruháját, amire a kislány mérges lesz, majd Snoopy leveszi a ruhát és a telefonhoz szalad, hogy segítséget kérjen, de Clara megállítja.
Clara később elviszi Snoopyt megvizsgáltatni az állatorvoshoz, de Snoopy ijedtében elmenekül, majd visszamegy Woodstockért és összetöri a kalitkát. Közben hazaér Clara, aki kergeti őket, miközben szaladnak lefelé a lépcsőn. Amikor a szobába érnek, a kergetőzés közben véletlenül ráborul az akvárium Clara fejére. Snoopy gyorsan kiszalad az ajtón, de Woodstock véletlenül bent marad és Snoopy a leveles nyíláson át húzza ki, majd elmenekülnek.
Még mindig aggódnak értük otthon a gyerekek. Alkonyodik és nemsokára egy erdőbe érnek, ahol rögbiznek egyet, aztán megvacsoráznak. Charlie-t meghívja Peppermint a vidámparkba játszani, hogy addig se szomorkodjon Snoopy miatt. Charlie elszédül a bejárati forgóajtón, és ezt Peppermint nevetségesnek találja. Felülnek a hullámvasútra; átmennek a pörgőhordón; felülnek a dodzsemre; nyilakkal durrantanak lufikat; labdákkal döntenek bójákat; felülnek az óriáskerékre; olyan gépet találnak, ami jósol az életükről – Peppermint azt kapja, hogy az élete csupa romantikus kaland lesz, míg Charlie azt kapja, hogy jobb, ha nem tudja; aztán egy vattacukrot vesznek.
Snoopy és Woodstock a vonathoz sietnek, de mivel ismét nem váltottak jegyet, a kalauz leszállítja őket, és gyalog mennek tovább a sínen. Szürkületkor egy híd alatt szállnak meg. Este megvacsoráznak, aztán megágyaznak. Éjjel egy színes erdőben járnak álmukban. Reggel mennek tovább.
Nappal megérkeznek a kórházba. Beosonnak és orvosi ruhát vesznek magukra, egy röntgengép mögé bújnak, de mászkálás közben érzékeli őket a riasztó és kiküldik őket az épületből. Újra beosonnak és egy utánfutóra szállnak, hogy elérjék a lift gombját, de vissza is kellett vinniük az utánfutót, ezért mire újra a lifthez értek, bezáródott az ajtó. Újra megpróbálták, és másodszorra az utolsó pillanatban sikerrel jártak. Megérkeztek Lilához, aki éppen aludt, de pár pillanatra felébredt, és boldog lett, hogy újra látja Snoopyt.
Otthon még mindig szomorúak a gyerekek és hazavárják őket. Lila megebédel Snoopyval és Woodstockkal, majd elbújtatja őket az orvos elől. Charlie a legszomorúbb, de Linusnak már elege van az aggodalmaskodásból. Amikor Snoopy és Woodstock indulnának haza, Lila kéri Snoopyt, hogy maradjon vele. De Snoopy úgy dönt, hogy inkább Charlie-val marad. Látja visszanézve, ahogy az ablakból integet nekik, hogy nagyon szomorú. Visszaszalad hozzá és azt ígéri, hogy mégis vele marad. Mikor hazaér, Charlie boldog. Snoopy elmeséli, hogy miért ment el és azt, hogy visszamegy a régi gazdájához. Aznap délben egy búcsúztatót tartanak, ahol minden gyerek szomorú, még Snoopy is, mert már szívesebben maradna Charlie-val.
Alkonyatkor Snoopy eladónak vagy kiadónak írja a házát, aztán elindul a lemenő nap sugarában Lilához. Charlie ismét szomorú és bemegy a házba. Este vacsorát készít, de nehezen bír enni, aztán megmosakszik és lefekszik. Éjszaka a telihold fényében is nehezen alszik el, nem tudja, miért nála ütött be a mennykő. Azt reméli, hogy nem mennek el, hanem visszajönnek.
Reggel Snoopy megérkezik Lilához. Már hazaért Lila a kórházból, miután meggyógyult. Snoopy meglátja a feliratot, hogy kutyát tilos a házban tartani, ezért megörül, hogy visszamehet Charlie-hoz. Lila kapott egy cicát is, örült Snoopynak, hogy visszament hozzá, de közben megtudja, hogy az egy emeletes bérház, ahol laknak, és ott már nem szabad kutyát tartani. Lila ismét szomorú, de Snoopy megígéri neki, hogy majd sokszor meglátogatja, így végül megnyugszik. Snoopy elköszön Lilától és a cicájától, aztán szalad haza örömében. Woodstock unatkozik a játszótéren, ágakkal játszik és fütyül. De a nap végén meglátja Snoopyt a gyerekkel együtt, és vidáman énekelnek, hogy Snoopy hazajött.

## Szereplők
| Szereplő                              | Eredeti hang             | Magyar hang        | Leírás |
| ------------------------------------- | ------------------------ | ------------------ | --- |
| Snoopy                                | Bill Melendez            | saját hangjukon    | A fehér szőrű, fekete fülő, fekete orrú, fekete szemű kutya, aki Charlie Brown kutyája, és szeret játszani a gyerekekkel.                                                       |
| Woodstock                             | Bill Melendez            | saját hangjukon    | A kis sárga tollú kanári madár, aki Snoopy játszótársa. |
| Charlie Brown                         | Chad Webber              | Szerencsi Éva      | Az elöl egy szál göndör frufrus, hátul három száll fekete hajú, sárga-fekete mintás ruhájú fiú, aki Snoopy új gazdája, és nagyon oda van kutyájáért, hogy otthon legyen.        |
| Lucy van Pelt                         | Robin Kohn               | Detre Annamária    | A fekete hajú, kék ruhás, mérges természetű lány, aki sokszor okoskodik valamiben.                                                                                              |
| Linus van Pelt                        | Stephen Shea             | Csellár Réka       | A valamennyi fekete szálas hajú, piros-fekete csíkos ruhás, kék kendős fiú, aki nagyon oda van a kendőjéért.                                                                    |
| Schroeder                             | David Carey              | Andai Kati         | A szőke hajú, lila-fekete csíkos ruhás, zongorás fiú, aki szeret zongorázni. |
| Lillian "Lila" Emmons Allcroft        | Johanna Baer             | Götz Anna          | A szőke hajú, lila ruhás lány, aki Snoopy régi gazdája. Szerette volna, ha Snoopy vele marad, de nem tarthatta meg, és kutyája megígérte neki, hogy majd többször meglátogatja. |
| Patricia "Peppermint Patty" Reichardt | Christopher DeFaria      | Kiss Erika         | A barna hajú, zöld-fekete csíkos ruhás lány, aki szeret játszani a vidámparkban.                                                                                                |
| Clara                                 | Linda Ercoli             | Hűvösvölgyi Ildikó | A fekete hajú, piros halvány fekete kockás ruhás lány, aki Snoopy-t be akarja fogni kutyájának, de ez végül nem sikerül neki. (nem olyan, mint Marcie)                          |
| Sally Brown                           | Erin Sullivan            | Szabó Kati         | A szőke hajú, kék-fekete pöttyös ruhás lány, aki szeret játszani a strandon. |
| Frieda                                | Lynda Mendelson          | Für Anikó          | A vörös göndör hajú, rózsaszín ruhás lány. |
| Énekhangok                            | Shelby Flint Guy Pohlman | Kővári Judit       | – |
| Énekhangok                            | Thurl Ravenscroft        | Polgár László      | – |
| Énekhangok                            | Don Ralke Ray Pohlman    | Victor Máté        | – |

A fenti magyar szinkron 1988-ban készült a Magyar Szinkron- és Videovállalat szinkrontermében a Magyar Televízió megbízásából.

## Betétdalok
| Magyar                              | Magyar                                 | Angol                            | Angol                                   |
| Dal                                 | Előadó                                 | Dal                              | Előadó                                  |
| ----------------------------------- | -------------------------------------- | -------------------------------- | --------------------------------------- |
| Gyere haza                          | Kővári Judit Victor Máté               | Snoopy, Come Home                | Orchestra Chorus                        |
| Légy merész                         | Kővári Judit Victor Máté               | At The Beach                     | Orchestra Chorus                        |
| Kutyának itt nincsen helye          | Polgár László                          | No Dogs Allowed!                 | Thurl Ravenscroft                       |
| Lila dala                           | Kővári Judit                           | Lila's Theme                     | Shelby Flint                            |
| Én meg te                           | Victor Máté                            | The Best of Buddies              | Don Ralke Ray Pohlman                   |
| Kutyának itt nincsen helye (repríz) | Polgár László Kővári Judit Victor Máté | No Dogs Allowed! (Reprice)       | Thurl Ravenscroft Don Ralke Ray Pohlman |
| Kölcsönös és érdekmentes barátság   | Hűvösvölgyi Ildikó                     | Fundamental-Friend-Dependability | Linda Ercoli                            |
| Összejöttünk                        | Victor Máté                            | Gettin' It Together              | Don Ralke Ray Pohlman                   |
| A ménkő                             | Kővári Judit                           | It Changes                       | Guy Pohlman                             |
| Én meg te (repríz)                  | Victor Máté Polgár László Kővári Judit | The Best of Buddies (Reprice)    | Don Ralke Ray Pohlman Chorus            |
| Gyere haza (finálé)                 | Kővári Judit Victor Máté               | Snoopy, Come Home (Finale)       | Orchestra Chorus                        |

## Televíziós megjelenések
MTV-1 / TV-1, HBO 